# Chora-chuva-de-cara-branca
O chora-chuva-de-cara-branca, também chamado bico-de-cravo, bico-de-fogo, juiz-do-mato, sauni, tungurupará, tamburapará, tamburipará, tamburupará, tamuripará, tangurupará e bico-de-brasa-de-testa-branca (nome científico: Monasa morphoeus) é uma espécie de ave piciforme da família dos buconídeos (Bucconidae). É encontrada na América Central (Honduras, Nicarágua, Costa Rica e Panamá) e América do Sul (Brasil, Bolívia, Colômbia, Equador, Peru e Venezuela).

## Taxonomia
A chora-chuva-de-cara-branca são atribuídas sete subespécies:
- M. m. grandior (Pl Sclater & Salvin, 1868)
- M. m. fidelis (Nelson, 1912)
- M. m. pallescens (Cassin, 1860)
- M. m. sclateri (Ridgway, 1912)
- M. m. peruana (PL Sclater, 1856)
- M. m. rikeri (Ridgway, 1912)
- M. m. morphoeus (Hahn & Küster, 1823)

As primeiras quatro subespécies foram tratadas ao mesmo tempo como espécies individuais. Outros autores incluíram rikeri no morphoeus nominal. Aves no nordeste da Bolívia foram sugeridas como uma subespécie separada, mas permanecem incluídas no peruana. A chora-chuva-de-cara-branca, a chora-chuva-preto (M. nigrifrons) e a chora-chuva-de-asa-branca (M. morphoeus) são geralmente tratadas como uma superespécie.

## Descrição
A chora-chuva-de-cara-branca é de 21 a 29 centímetros (8,3 a 11 polegadas) de comprimento. Aves na América Central pesam de 90 a 101 gramas (3,2 a 3,6 onças), aquelas na Amazônia oriental pesas de 77 a 87 gramas (2,7 a 3,1 onças), aquelas na Venezuela de 63 a 80 gramas (2,2 a 2,8 onças), e aquelas na Bolívia 80 a 84 gramas (2,8 a 3,0 onças). O adulto da subespécie nominal é principalmente preto acinzentado escuro, um pouco mais cinza nas partes inferiores. Sua testa ("frente") e queixo são brancos. Seu bico é vermelho-alaranjado, os olhos castanhos e as pernas pretas. Os imaturos têm um rosto amarelo-avermelhado e as penas do corpo têm um tom e bordas acastanhadas.
As outras subespécies de chora-chuva-de-cara-branca diferem em tamanho, a escuridão de sua plumagem e a extensão do branco no rosto. As aves do norte são maiores que as do sul. M. m. sclateri tem um queixo preto, pouco contraste entre as partes superior e inferior e coberturas das asas mais pálidas do que o nominal. M. m. pallescens é semelhante a sclateri, mas em geral mais pálido com mais contraste, e a mancha branca na testa é a maior de todas as subespécies. M. m. fidelis é como pallescens, mas um pouco mais escura e com o queixo esbranquiçado. M. m. grandior é um pouco mais escuro que o fidelis e com pouco contraste. M. m. rikeri é ligeiramente mais pálida que a nominal e M. m. peruana ainda mais pálida.

## Distribuição e habitat
As subespécies de chora-chova-de-cara-branca são distribuídas assim:
- M. m. grandior, leste de Honduras e leste da Nicarágua através do leste da Costa Rica até o oeste do Panamá;
- M. m. fidelis, a encosta caribenha do leste do Panamá e noroeste da Colômbia até o leste do departamento de Córdova;
- M. m. pallescens, sudeste do Panamá no oeste da Colômbia até o sul até o alto rio San Juan;
- M. m. sclateri, vale do Madalena na Colômbia, incluindo a Serranía de las Quinchas[7] do sul ao norte do departamento de Tolima;
- M. m. peruana, leste do Equador, sudeste da Colômbia e sul da Venezuela ao sul através do leste do Peru até o nordeste da Bolívia e leste na Amazônia brasileira até o rio Tapajós;
- M. m. rikeri, Amazônia brasileira do leste do Tapajós ao estado do Maranhão;
- M. m. morphoeus, litoral leste do Brasil do sul da Bahia ao estado do Rio de Janeiro;

Seus habitats naturais são florestas subtropicais e tropicais úmidas de planície, florestas subtropicais e tropicais úmidas montanas. Geralmente prefere níveis médios ao dossel de florestas de terra firme. Também é encontrado em áreas circundantes parcialmente desmatadas, floresta de galeria, floresta de transição, floresta de várzea, clareiras e plantações de cacau sombreadas; às vezes manchas contíguas de crescimento secundário. Principalmente encontrado abaixo de 300 metros, podendo atingir até 750 metros no Panamá; atinge 1050 metros no Peru e localmente 1350 metros no Equador.

## Comportamento
A chora-chuva-de-cara-branca alimenta-se principalmente de artrópodes (grilos, besouros, bichos-pau, louva-a-deus, cigarras, lagartas, mariposas, pequenas borboletas, libélulas, aranhas, centopeias, milípedes e escorpiões), de rãs e pequenos lagartos; também come frutas. Tem uma variedade de vocalizações. Exemplos são "um assobio descendente borrado com trinado ondulante curto, peeeur-r-r-r-r; também um alto e triste how how how e vários trinados ondulantes, ruídos e chocalhos" e "coros de grupo de gorgolejos altos, notas de latido". Se reproduz entre dezembro e maio na Costa Rica e fevereiro a maio na Colômbia; sua época de nidificação em outras partes de sua área de distribuição não foi definida. A ave constrói um ninho em buracos escavados no solo nivelado ou inclinado da floresta, com 80–140 centímetros de comprimento e 8 cm de largura, cercada por um colar de folhas mortas e galhos. A fêmea põe, em média, dois a três ovos. O ninho é frequentado por 3–6 adultos e os filhotes também são alimentados por outros membros do grupo e não só pelos pais.

## Conservação
A União Internacional para a Conservação da Natureza (UICN / IUCN) avaliou a chora-chuva-de-cara-branca em sua Lista Vermelha como sendo de menor preocupação. Tem um alcance muito grande e uma população de pelo menos cinco milhões de indivíduos maduros, embora esteja diminuindo. Sua densidade varia de incomum a abundante em várias partes de seu alcance. Em 2005, foi classificado como criticamente em perigo na Lista de Espécies da Fauna Ameaçadas do Espírito Santo; em 2010, como criticamente em perigo na Lista de Espécies Ameaçadas de Extinção da Fauna do Estado de Minas Gerais; e em 2018, como pouco preocupante na Lista Vermelha do Livro Vermelho da Fauna Brasileira Ameaçada de Extinção do Instituto Chico Mendes de Conservação da Biodiversidade (ICMBio) e provavelmente extinto na Lista das Espécies da Fauna Ameaçadas de Extinção no Estado do Rio de Janeiro.